# Campanulorchis
Campanulorchis – rodzaj roślin z rodziny storczykowatych (Orchidaceae). Obejmuje 4 gatunki występujące w Azji Południowo-Wschodniej w Wietnamie oraz na wyspie Hajnan.

## Systematyka
Rodzaj sklasyfikowany do podplemienia Eriinae w plemieniu Podochileae, podrodzina epidendronowe (Epidendroideae), rodzina storczykowate (Orchidaceae), rząd szparagowce (Asparagales) w obrębie roślin jednoliściennych.
Wykaz gatunków
- Campanulorchis globifera (Rolfe) Brieger
- Campanulorchis longipes (Gagnep.) J.Ponert
- Campanulorchis pulverulenta (Guillaumin) J.Ponert
- Campanulorchis thao (Gagnep.) S.C.Chen & J.J.Wood